# Klæbu
Klæbu foi uma comuna da Noruega. Tinha 185 km² de área e 6 076 habitantes (2019). Foi fundida com a comuna de Trondheim em 2020.